# Ludwig Lippert
Ludwig Lippert, eigentlich Ludvig Lippert (* 4. August 1878 in Dänemark; † 1939 ebenda) war ein dänischer Fotograf, Kameramann und Regisseur beim heimischen und deutschen Stummfilm der 20er Jahre.

## Leben
Lippert begann kurz vor der Jahrhundertwende eine Ausbildung zum Fotografen und wurde 1906 von der Nordisk Film Kompagni als Filmreporter eingestellt. In dieser Funktion stellte Lippert 1908 als Kameramann und 1908/09 gelegentlich auch als Regisseur in Afrika und Asien gedrehte, kurze Dokumentarfilme her. Gleich im Anschluss daran, noch 1909, begann er seine Tätigkeit als Spielfilmkameramann und fotografierte u. a. mehrere Frühwerke mit Viggo Larsen.
Kurz nach dem Ende des Ersten Weltkrieges schloss sich Lippert dem allgemeinen Exodus dänischer Filmschaffender in Richtung Berlin an. Dort war er in den 1920er Jahren ein gefragter Bildgestalter von zum Teil recht ambitionierten Unterhaltungsfilmen und fotografierte, bei wichtigeren Filmen oftmals in Zusammenarbeit mit anderen Kameraleuten, Topstars wie Henny Porten, Asta Nielsen und Mia May.
In der zweiten Hälfte der 1920er Jahre stand Ludwig Lippert mehrfach bei den frühen Inszenierungen Reinhold Schünzels hinter der Kamera. Nach seiner letzten Produktion, dem im Winter 1928/29 entstandenen Napoleon-Drama Napoleon auf St. Helena, wurde Lippert auch für den Schünzel-Film Kolonne X verpflichtet, jedoch im Mai 1929 bereits nach nur zwei Drehtagen durch den Kollegen Willy Goldberger ersetzt und im Vorspann nicht genannt. Daraufhin kehrte Lippert in der Umbruchszeit vom Stumm- zum Tonfilm in seine Heimat Dänemark zurück, wo er zehn Jahre später verstarb. Als Filmkameramann sollte er nie wieder arbeiten.

## Filmografie
als Spielfilmkameramann, wenn nicht anders angegeben
- 1908: Das Ägypten der Vorzeit (Oldtidens Ægypten) (Kurzdokumentarfilm, Regie)
- 1909: Das Leben in Nordsiam (Livet i Nordsiam) (Kurzdokumentarfilm)
- 1909: Folkeliv i Sudan (Kurzdokumentarfilm, Regie)
- 1909: Kongen af Siams Regeringsjubilæum (Regie und Kamera)
- 1909: Bjørnejagt i Rusland
- 1913: Katastrofen i Dokken
- 1914: En sømandsbrud
- 1915: Enhver
- 1919: Prometheus i Laenken, I + II
- 1923: Maciste und die chinesische Truhe
- 1923: Alles für Geld
- 1923: Der Tiger des Zirkus Farini
- 1923: I.N.R.I.
- 1924: Die Liebesbriefe der Baronin von S…
- 1925: Die rote Maus
- 1926: Die elf Schill’schen Offiziere
- 1926: Parkettsessel 47
- 1926: In der Heimat, da gibt’s ein Wiedersehn!
- 1926: Hallo Caesar!
- 1927: Laster der Menschheit
- 1927: Gustav Mond … Du gehst so stille
- 1928: Hände hoch! Hier Eddy Polo
- 1928: Der gefesselte Polo
- 1928: Don Juan in der Mädchenschule
- 1928: Aus dem Tagebuch eines Junggesellen
- 1929: Napoleon auf St. Helena